# Silvesterlauf Peuerbach
Der Silvesterlauf Peuerbach (offizielle Bezeichnung Internationaler Raiffeisen Silvesterlauf Peuerbach) ist ein Volks- und Straßenlauf, der seit 1981 Silvester in Peuerbach stattfindet. Organisator ist die Sportunion IGLA long life. Die Streckenlänge beträgt für die weiblichen Laufasse 5,1 km, für die männlichen und die Volksläufer 6,8 km.

## Geschichte
Die Veranstaltung wurde zunächst in Natternbach ausgetragen. Von Anfang an war die nationale Laufelite am Start. 1986 gelang es durch die Vermittlung von Emil Zátopek, Läufer aus der Tschechoslowakei zu verpflichten. 1989 wurde für die Spitzenathleten ein eigenes Rennen eingerichtet. Im Jahr darauf waren erstmals zwei Läufer aus Kenia am Start.
1997 wurde der Veranstaltungsort verlegt, da aus der Natternbacher Bevölkerung wegen der Salzstreuung mit einer Klage gedroht worden war. Unter zehn Bewerbungen setzte sich der Nachbarort Peuerbach durch.

## Strecke
Gelaufen wird auf einer hügeligen 850-Meter-Runde im Zentrum von Peuerbach, mit Start und Ziel an der Raiffeisenbank, die als Titelsponsor fungiert.

## Statistik

### Streckenrekorde
- Männer: 18:30 min, Elzan Bibić , 2019
- Frauen: 15:27 min, Edinah Jebitok , 2023

### Siegerliste
Quellen: Website des Veranstalters, Regional-Magazin

#### Peuerbach
| Jahr | Männer                                                | Nation                                                | Zeit                                                  | Frauen                                                | Nation                                                | Zeit                                                  |
| ---- | ----------------------------------------------------- | ----------------------------------------------------- | ----------------------------------------------------- | ----------------------------------------------------- | ----------------------------------------------------- | ----------------------------------------------------- |
| 2024 | Florian Bremm -2-                                     | Deutschland                                           | 18:45                                                 | Elena Burkard                                         | Deutschland                                           | 15:57                                                 |
| 2023 | Florian Bremm                                         | Deutschland                                           | 19:12                                                 | Edinah Jebitok                                        | Kenia                                                 | 15:27                                                 |
| 2022 | Elzan Bibić -2-                                       | Serbien                                               | 18:54                                                 | Werkuha Getachew                                      | Äthiopien                                             | 16:01                                                 |
| 2021 | aufgrund der COVID-19-Pandemie in Österreich abgesagt | aufgrund der COVID-19-Pandemie in Österreich abgesagt | aufgrund der COVID-19-Pandemie in Österreich abgesagt | aufgrund der COVID-19-Pandemie in Österreich abgesagt | aufgrund der COVID-19-Pandemie in Österreich abgesagt | aufgrund der COVID-19-Pandemie in Österreich abgesagt |
| 2020 | aufgrund der COVID-19-Pandemie in Österreich abgesagt | aufgrund der COVID-19-Pandemie in Österreich abgesagt | aufgrund der COVID-19-Pandemie in Österreich abgesagt | aufgrund der COVID-19-Pandemie in Österreich abgesagt | aufgrund der COVID-19-Pandemie in Österreich abgesagt | aufgrund der COVID-19-Pandemie in Österreich abgesagt |
| 2019 | Elzan Bibić                                           | Serbien                                               | 18:30                                                 | Eva Cherono -2-                                       | Kenia                                                 | 15:33                                                 |
| 2018 | Davis Kiplangat                                       | Kenia                                                 | 18:46                                                 | Eva Cherono                                           | Kenia                                                 | 15:43                                                 |
| 2017 | Victor Kimutai Chumo -4-                              | Kenia                                                 | 19:08                                                 | Ruth Jebet                                            | Bahrain                                               | 15:38                                                 |
| 2016 | Victor Kimutai Chumo -3-                              | Kenia                                                 | 19:21                                                 | Angela Tanui                                          | Kenia                                                 | 15:55                                                 |
| 2015 | Victor Kimutai Chumo -2-                              | Kenia                                                 | 19:16                                                 | Alice Aprot Nawowuna                                  | Kenia                                                 | 15:42                                                 |
| 2014 | Victor Kimutai Chumo & Richard Ringer                 | Kenia Deutschland                                     | 19:04                                                 | Sheila Chepngetich Keter                              | Kenia                                                 | 15:43                                                 |
| 2013 | Cornelius Kipruto Kangogo                             | Kenia                                                 | 18:58                                                 | Amela Terzić -2-                                      | Serbien                                               | 16:38                                                 |
| 2012 | Leonard Patrick Komon -2-                             | Kenia                                                 | 18:32                                                 | Amela Terzić                                          | Serbien                                               | 16:03                                                 |
| 2011 | Leonard Patrick Komon                                 | Kenia                                                 | 18:51                                                 | Asmerawork Bekele -3-                                 | Äthiopien                                             | 16:24                                                 |
| 2010 | Najim El Qady                                         | Marokko                                               | 18:53                                                 | Asmerawork Bekele -2-                                 | Äthiopien                                             | 16:31                                                 |
| 2009 | Abera Chane                                           | Äthiopien                                             | 18:49                                                 | Asmerawork Bekele                                     | Äthiopien                                             | 16:25                                                 |
| 2008 | Günther Weidlinger -7-                                | Österreich                                            | 19:18                                                 | Mare Dibaba                                           | Äthiopien                                             | 16:15                                                 |
| 2007 | Günther Weidlinger -6-                                | Österreich                                            | 18:51                                                 | Julia Viellehner                                      | Deutschland                                           | 16:37                                                 |
| 2006 | Günther Weidlinger -5-                                | Österreich                                            | 18:49                                                 | Esther Tuwei Chebor                                   | Kenia                                                 | 16:33                                                 |
| 2005 | Günther Weidlinger -4-                                | Österreich                                            | 18:58                                                 | Lívia Tóth                                            | Ungarn                                                | 16:48                                                 |
| 2004 | Günther Weidlinger -3-                                | Österreich                                            | 18:48                                                 | Dorte Vibjerg                                         | Dänemark                                              | 16:29                                                 |
| 2003 | Eric Chirchir                                         | Kenia                                                 | 19:03                                                 | Anikó Kálovics -2-                                    | Ungarn                                                | 16:06                                                 |
| 2002 | Günther Weidlinger -2-                                | Österreich                                            | 18:57                                                 | Sonja Stolić                                          | Serbien                                               | 15:55                                                 |
| 2001 | Julius Nyamu                                          | Kenia                                                 | 18:52                                                 | Anikó Kálovics                                        | Ungarn                                                | 16:37                                                 |
| 2000 | Günther Weidlinger                                    | Österreich                                            | 18:53                                                 | Kathrin Weßel                                         | Deutschland                                           | 22:30                                                 |
| 1999 | Richard Limo                                          | Kenia                                                 | 18:47                                                 | Sally Barsosio                                        | Kenia                                                 | 16:14                                                 |
| 1998 | Carsten Eich -6-                                      | Deutschland                                           | ???                                                   | Leah Malot                                            | Kenia                                                 | ???                                                   |
| 1997 | Carsten Eich -5-                                      | Deutschland                                           | ???                                                   | Tegla Loroupe                                         | Kenia                                                 | ???                                                   |

#### Natternbach
| Jahr | Männer               | Nation           | Frauen                  | Nation           |
| ---- | -------------------- | ---------------- | ----------------------- | ---------------- |
| 1996 | Carsten Eich -4-     | Deutschland      | Kathrin Weßel           | Deutschland      |
| 1995 | Carsten Eich -3-     | Deutschland      | Sally Barsosio -2-      | Kenia            |
| 1994 | Daniel Komen         | Kenia            | Sally Barsosio          | Kenia            |
| 1993 | Joseph Keino         | Kenia            | Olga Tektonidou-Parljuk | Griechenland     |
| 1992 | Carsten Eich -2-     | Deutschland      | Ellen Kießling          | Deutschland      |
| 1991 | Carsten Eich         | Deutschland      | Silva Vivod             | Slowenien        |
| 1990 | Julius Korir         | Kenia            | Heléna Barócsi          | Ungarn           |
| 1989 | Zdeněk Mezulianik    | Tschechoslowakei | Petra Krodinger         | BR Deutschland   |
| 1988 | Marjan Krempl        | Jugoslawien      | Monika Hamhalterová     | Tschechoslowakei |
| 1987 | Ludwig Ratzenböck    | Österreich       | Marion Feigl -2-        | Österreich       |
| 1986 | Dietmar Millonig -2- | Österreich       | Marion Feigl            | Österreich       |
| 1985 | Wolfgang Konrad -3-  | Österreich       | Theresia Kiesl -3-      | Österreich       |
| 1984 | Wolfgang Konrad -2-  | Österreich       | Theresia Kiesl -2-      | Österreich       |
| 1983 | Dietmar Millonig     | Österreich       | Theresia Kiesl          | Österreich       |
| 1982 | Wolfgang Konrad      | Österreich       | Simone Lang             | BR Deutschland   |
| 1981 | Peter Pfeifenberger  | Österreich       | Grete Lang              | Österreich       |